# Sistema de classificació espacial sinòptic

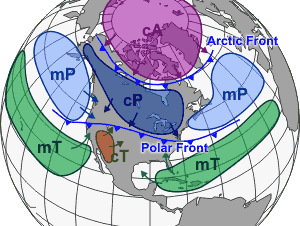
Imatge: Masses d'aire típiques a l'hemisferi nord i el seu origen segons la classificació de Tor Bergeron.

El sistema de classificació espacial sinòptic, conegut interrnacionalment com SSC (Spatial Synoptic Classification), és un sistema de classificació de les masses d'aire basat en la classificació de la massa d'aire de Bergeron. El sistema de classificació està centrat en les propietats tèrmiques i d'humitat de les masses d'aire.
Les classificacions a escala sinòptica es basen en el concepte de les masses d'aire que es defineixen com a grans volums d'aire amb una humitat i temperatura "homogènies" (Barry i Perry, 1973). Les masses d'aire solen adquirir les característiques de la superfície geogràfica subjacent en la seva regió d'origen. En moure's cap a una altra regió, una massa d'aire pot estar subjecta a l'escalfament i al refredament i com a conseqúència, a la retenció o expulsió d'aigua. Amb tot, quan una massa d'aire travessa la mateixa zona a una velocitat determinada i en una mateixa època de l'any, les seves característiques i efectes solen ser similars. Per això hi ha dies amb característiques meteorològiques similars classificats com del mateix tipus de massa d'aire (Davis i Kalkstein,1990).
El SSC es basa únicament en observacions de superfície en una estació individualitzada. Al model s'incorporen les observacions - quatre cops al dia en hores sinòptiques de temperatura, punt de rosada, vent, pressió atmosfèrica i coberta de núvols. No es tenen en compte les condicions del nivell atmosfèic superior ni la procedència de l'aire, encara que existeixen correlacions òbvies. Per tant, el SSC podria definir-se com una classificació de tipus meteorològic.

## Utilitat

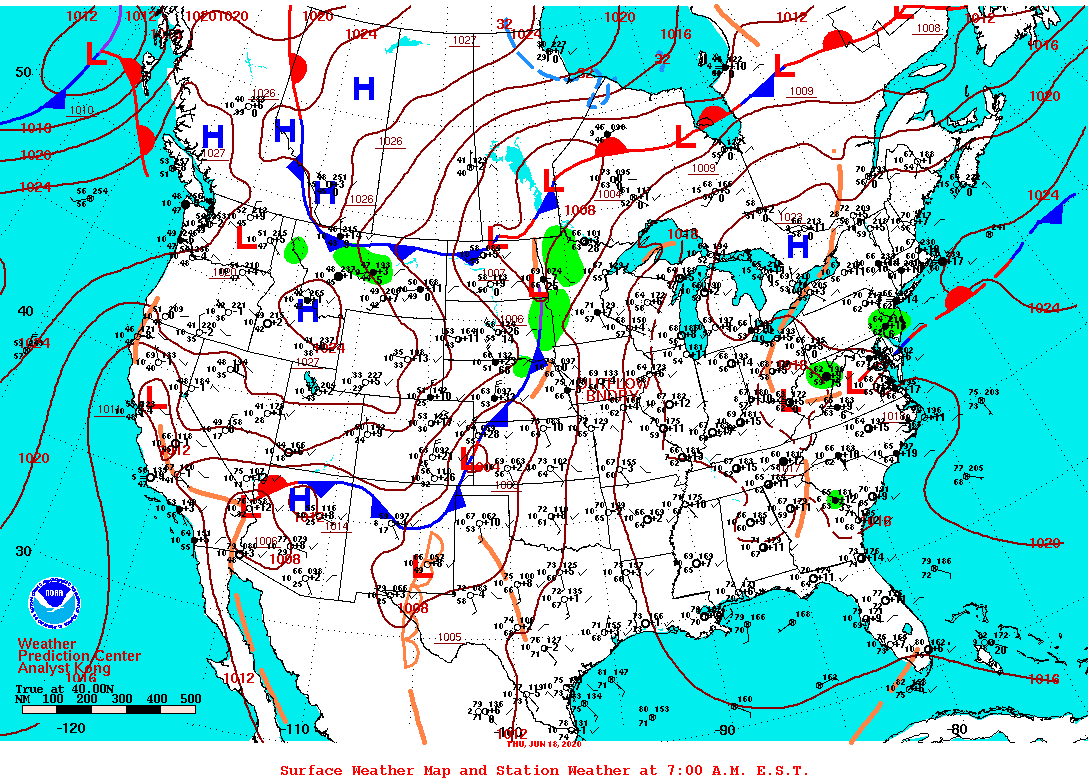
Mapa sinòptic del temps meteoroloògic en superfície dels Estats Units per al 18 de juny de 2020

El sistema de classificació espacial sinòptic s'ha utilitzat per a caracteritzar les condicions meteorològiques en diversos llocs i masses d'aire. El sistema recull les dades meteorològiques de superfície en una estació meteorològica determinada i classifica cada dia en el seu tipus de massa d'aire.
La climatologia sinòptica té una llarga història de recerca, on les dades meteorològiques s'acumulen i es disposen per a obtenir una millor comprensió dels efectes atmosfèrics sobre variables que no són necessàriament atmosfèriques. Això ha originat una disciplina científica aplicada que ofereix mètodes i eines a propòsit per a aplicacions en diferents disciplines i especialment aquelles que estudien els efectes del temps i el clima en els éssers humans i la seva salut.
La Classificació Sinòptica Espacial revisada o "SSC", de Scott Sheridan i el seu esquema diari de classificació de tipus meteorològic és una eina analítica clau que ha estat implementada en una àmplia gamma d'investigacions climatològiques

### Aplicacions
Bioclimàtica
- Salut i mortalitat
- Contaminació de l’aire (pol·lució) i aerosols
- Observació i evolució de suïcidis i crims
- Agricultura i silvicultutra (gestió forestal)

Illes urbanes
- Comportament de temperatures i precipitacions

Criosfera i neu
Tempestes i sequera
Climatologia sinòptica
- Circulació atmosfèrica

## Història
La identificació de masses d'aire basades en la classificació de Tor Bergeron es va fer servir durant la dècada de 1950 per al pronòstic del temps i a partir de 1973, els climatòlegs, prenent aquesta idea, van començar a establir climatologies sinòptiques.
L'any 1996, Laurence Kalkstein, Michael C. Nichols, C. David Barthel i J. Scott Greene van publicar un article que descrivia una nova classificació climàtica basada en les condicions meteorològiques d'una estació o observatori. Es va elaborar una classificació del centre i l'est dels Estats Units d'Amèrica. Laurence Kalkstein i Scott Greene són els dos principals desenvolupadors del SSC original creat per a totes les estacions a l'est de les Muntanyes Rocoses. Originalment, els calendaris eren disponibles només per a l'hivern i l'estiu. Posteriorment, el SSC va ser modificat per poder classificar els dies durant tot l'any; també es va fer una expansió geogràfica per incloure-hi més de 300 estacions dels Estats Units i Canadà.
El 2002, Scott C. Sheridan en va perfeccionar la metodologia, va ampliar la xarxa descriptiva per incloure-hi més estacions dels Estats Units, Canadà, Alaska i Hawai. Aquesta classificació sinòptica espacial actualitzada (també anomenada SSC2) inclou 327 estacions amb una durada mitjana de la seqüència de dades de 44,6 anys. Com que "SSC2" és ara l'única versió disponible de l'SSC, normalment només s'escriu com "SSC" i no com "SSC2". Les expansions posteriors de l'SSC l'han portat a un ús a nivell global. Donna Bower, formant la seva tesi, va treballar amb Glenn McGregor i Scott Sheridan per expandir SSC a Europa occidental. Mentre que les classificacions dels Estats Units i el Canadà van començar des d'un sol origen, les classificacions europees van començar des de múltiples orígens en "clusters" d'estacions. Altres extensions del SSC inclouen estacions a Corea del Sud, Brasil i Rússia.
El 2004, el SSC2 es va desplegar a la Xina i es va desenvolupar un sistema d'avís de calor, vigilància i salut (HHWS, heat-health warning system) operatiu a Xangai. El 2007 SSC2 s'amplia i s'adapta a 48 ciutats d'Europa occidental. El 2008, SSC2 es desenvolupa per a ciutats coreanes, HHWS s'adapta a Seül i Busan.

## Tipus
El sistema requereix la identificació inicial de les principals masses d'aire que travessen una regió i també les seves característiques meteorològiques típiques.
El SSC distingeix (amb les seves inicials en anglès) sis tipus de masses d'aire: DP Dry Polar (similar al polar continental), DM Dry Moderate (similar al superior marítim), DT Dry Tropical (similar al tropical continental), MP Polar Humit (similar al polar marítim), MM Humit Moderat (un híbrid) entre marítim polar i tropical marítim), i MT Tropical humit (similar a tropical marítim, monsó marítim o equatorial marítim).
- DP (polar sec) massa d'aire s'escampa generalment per les regions polars i al voltant d'un anticicló de nucli fred S'associa sovint amb les temperatures més baixes observades en una regió durant una temporada determinada i amb condicions clares i seques.
- DM (sec moderat) és una massa suau i seca. Sovint amb un flux zonal a les latituds mitjanes i a sotavent de les serralades. També apareix quan una massa d'aire continental polar o marítima tropical, s'ha mogut més lluny de la seva regió d'origen i s'ha modificat considerablement.
- DT (tropical sec) massa querepresenta les condicions més càlides i seques en qualsevol lloc. Hi ha dues fonts originàries, o bé és una advecció de les regions desèrtiques, o bé es produeix per la baixada ràpida de l'aire, ja sigui per la orografia o per la forta subsidència.
- MP (polar humit) les condicions meteorològiques d'aquesta massa solen ser ennuvolades, humides i fresques. Apareix, bé pel transport interior des d'un oceà fresc, o pel a resultat de l'estancament dun front situat al sud de la regió. També pot originar-se en un lloc determinat com una massa d'aire polar continental ja modificada.
- MM (humit moderat) és una massa d'aire molt més càlida i humida que MP. La massa d'aire apareix normalment en una zona al sud on hi ha l'aire MP, encara dins d'una àrea d'estancament però amb el front que la impulsa molt més a prop. També pot esdevenir dins d'una massa d'aire de tipus tropical marítima en els dies ennuvolats amb reducció de la temperatura.
- MT (tropical humit) és una massa càlida i molt humida. Es localitza en sectors càlids de ciclons de latitud mitjana o en un flux de retorn al costat occidental d'un anticicló. A menor distància dels tròpics, augmenta el domini d'aquesta massa d'aire. MT+ (plus tropical humitda) és una variant de MT que es va determinar per tal explicar la manca d'utilitat d'un esquema meteorològic als subtròpics càlids, on nomésun tipus de clima domina la major part de l'any. Es defineix com un dia de MT on les temperatures, tant del matí com de la tarda, són per damunt de les mitjanes d'un dia típic.

Els dies TR (de transició) són els dies en què un tipus de temps deixa pas a un altre tipus en funció dels canvis de pressió, el punt de rosada i el vent registrat durant el dia.

## Procediment de classificació
Malgrat els avenços en la classificació d'esdeveniments a escala sinòptica, segueix la necessitat de desenvolupar un procediment, senzill i automatitzat que sigui basat en la massa d'aire a una escala continental.
Les dades meteorològiques obtingudes, els dies de l'any s'agrupen al tipus de massa d'aire regnant (6 tipus) i es defineixen els dies de transició.
Els dies escollits, amb les característiques típiques de cada massa d'aire, s'analitzen i s'utilitzen per a obtenir una categorització diària de les masses d'aire que mostren una continuïtat. Una segona anàlisi de funció discriminant determinarà si un dia s'ha de considerar com un dia de transició.
Seguint aquest procediment, s'obtenen calendaris diaris amb condicions meteorològiques típiques per a cada tipus de temps i d'acord amb això s'assigna el tipus de temps a cada dia real. En molts estudis, les línies dibuixades als mapes sinòptics, representen una massa d'aire determinada en l'àrea geogràfica estudiada.
Els criteris de selecció dels dies típics per a una massa d'aire, en cadascuna de les estacions meteorològiques, provenen de l'avaluació exacta de mapes climatològics de superfície amb dades a 850 hpa.

## Altres tipus sinòptics

### La classificació de Jenkinson i Collison
Basada en l'establiment de 8 variables, preses a partir de la pressió atmosfèrica en superfície:
P: Pressió mitjana en superfície (hPa).
W: Component zonal del vent geostròfic, calculada com a gradient de pressió entre 35º i 45° N.
S: Component meridiana del vent geostròfic, calculada com a gradient de pressió entre 10ºW i 10ºE.
D: Direcció del vent (Azimut).
F: Velocitat del vent (m/s).
ZW: Component zonal de la vorticitat.
ZS: Component meridiana de la vorticitat.
Z: Vorticitat total.